# Baeomyces rufus
Baeomyces rufus, уобичајено познат као смеђи лишај ,припада породици лишајева Baeomycetaceae.

## Таксономија
Вилијам Хандсон описао је ову врсту као „ „Lichen rufus““ 1762. године. B. rufusје лишај који представља род „Baeomyces“ чији је ДНК секвенциониран за упоређивање са B. roseus/D. baeomyces. 

## Опис
B. rufus карактерише је гомољаста апотеција која може варирати од црвенкастосмеђе до наранџасте, до ружичасте боје и која постају прозирна када су влажна; могу достићи максимални пречник од 2 мм, на стабљици не већој од 6 мм. Талуси могу бити зелени, сиви или зеленкасто-сиви, а могу имати и смеђе нијансу. 

## Распрострањеност и станиште
Ово је најчешћи од лишаја беретке или капице. Настањује делове западне Америке, Азије, Европе и јужних делова Турске.